# Hans Jörgen Gerlach
Hans Jörgen Gerlach (* 23. November 1950 in Altshausen; † 7. Januar 2011 in Berlin) war ein deutscher Bankkaufmann, Sozialpädagoge und Publizist.

## Leben
Gerlach war von 1984 bis zum Fall der Berliner Mauer im Auftrag der Bundesregierung im Verhandlungsmandat gegenüber der DDR für den Humanitärbereich (Ausreiseverhandlungen mit dem Schwerpunkt Eheschließungen) tätig. Anschließend wurde er freiberuflicher Publizist in den Bereichen Politik, Literaturwissenschaft sowie Heimatforscher zur Geschichte von Gutenstein an der Donau im Landkreis Sigmaringen. Er war Nachlassverwalter des literarischen Erbes des Schriftstellers und Kunsthistoriker Heinrich Eduard Jacob (1889 bis 1967).

## Werke (Auswahl)
- „Heinrich Eduard Jacob: Between Two Worlds – Zwischen zwei Welten“ (bio-bibliographische Angaben) Aachen 1997, ISBN 3-8265-2567-1.
- Autor zahlreicher Presse- und Rundfunkberichte sowie Verfasser mehrerer Vor- und Nachworte für Bücher und Kataloge sowie Lexikonbeiträge und Rezensionen zur Exilliteratur etc.

Mitautor:
- „Freikaufgewinnler – Die Mitverdiener im Westen“ zusammen mit Wolfgang Brinkschulte und Thomas Heise; Frankfurt/M. 1993, ISBN 3-548-36611-2.
- Deutschsprachige Exilliteratur seit 1933. (Band 3 USA Teil 1), Hrsg.: John M. Spalek u. a.; Bern und München 2000, Dort „Heinrich Eduard Jacob“, ISBN 3-908255-16-3, S. 215–257.
- „Deutschsprachige Exilliteratur seit 1933“ (Band 3 USA Teil 2), hg. John M. Spalek u. a.; Bern und München 2001, Dort „Ernst Angel“, S. 34–59 ISBN 3-908255-17-1.